# Schwarzbach (fiume Francia)
Lo Schwarzbach è un fiume francese che scorre nel dipartimento della Mosella e del Basso Reno nella regione del Grande Est e che sfocia nel Falkensteinerbach.

## Geografia
Nasce all’interno del territorio di Roppeviller come Schnepfenbach e, dopo la confluenza con lo Schlafweiherbach, viene detto Muehlenbach e scorre verso sud-ovest. Presto riceve le acque del suo maggiore affluente, il Rothenbach, lungo 6 km, che termina nel comune di Sturzelbronn. Non bagna più alcun centro fino a Reichshoffen, (prima della quale forma il lago Wolfartshoffen) dove si getta nel Falkensteinerbach.